# Wilhelm I. (Hessen)
Wilhelm I. von Hessen, „der Ältere“ (* 4. Juli 1466; † 8. Februar 1515 im Schloss Spangenberg) war Landgraf der Landgrafschaft Hessen.

## Leben
Seine Eltern waren Ludwig der Freimütige (1438–1471) und Mechthild, Tochter des Grafen Ludwig I. von Württemberg. Wilhelm wandte sich früh unter dem Einfluss seiner Mutter religiösen Interessen zu. Nachdem sein Onkel und Vormund, Heinrich III. von Oberhessen, 1483 gestorben war, übernahm Wilhelm die Regierungsgeschäfte selbst. 1488 heiratete er Anna von Braunschweig (1460–1520), Tochter des Herzogs Wilhelm II. von Braunschweig-Wolfenbüttel, mit der er fünf Töchter hatte. Nach einer Pilgerreise 1491–1492 mit den Zielen Palästina, Rom und Loreto erkrankte Wilhelm, wahrscheinlich an der Syphilis, und überließ wegen der daraus resultierenden Geisteskrankheit am 3. Juni 1493 die Regierung seinem Bruder Wilhelm II. Er zog sich auf das Schloss Spangenberg zurück, wo er 1515 starb.
Seine Witwe verließ Hessen und verstarb 1520 in Worms, wo sie im Andreasstift beigesetzt wurde.

## Nachkommen
- Mathilde (1489–1493)
- Mechthild (1490–1558), 1500–1526 Nonne in Kloster Weißenstein bei Kassel, verheiratet 1527 mit Graf Konrad von Tecklenburg
- Anna (1491–1513), Nonne im Kloster Ahnaberg bei Kassel
- Katharina (1495–1525), verheiratet 1511 mit Graf Adam von Beichlingen
- Elisabeth (1503–1563), verheiratet 1525 in erster Ehe mit Pfalzgraf Ludwig II. von Zweibrücken und Veldenz, in zweiter Ehe 1541 mit Pfalzgraf Georg von Simmern